# The Naze
Pour les articles homonymes, voir Naze.
The Naze est un cap de la côte est de l'Angleterre, dans le comté d'Essex juste au nord de la rivière Blackwater qui se jette dans la mer du Nord.  Cette zone est au sud du double estuaire de la rivière Stour et de la rivière Orwell à Harwich et juste au nord de la ville de Walton-on-the-Naze. Il est également l'emplacement de la Naze Tower, un phare très ancien.

## Environnement
Cette péninsule, au nord de la ville, est une zone importante pour les oiseaux migrateurs et elle possède une petite réserve naturelle. Elle est reconnue site d'intérêt scientifique particulier depuis 1986. Les marais d'Hamford Water (en) derrière la ville sont également d'intérêt ornithologiques pour le canard hivernant et la bernache cravant. Beaucoup d'observateurs d'oiseaux visitent ce lieu lors des moments de migration. 
The Naze s'érode rapidement et menace la Naze Tower et la faune. La Naze Protection Society a été créée pour faire campagne pour le contrôle de l'érosion. The Naze est devenu populaire pour le travail de terrain sur l'érosion et les méthodes de préservation de la côte. La protection inclut un mur de mer, un riprap, des épis classiques et un épi perméable pour le drainage. Des millions de tonnes de sable ont été ajoutés à la plage pour la reconstituer et arrêter l'érosion de la falaise. Cependant, la falaise près de la Naze Tower est fortement érodée. La falaise est en recul rapide et dans 50 ans environ Naze Tower pourrait tomber dans la mer. 

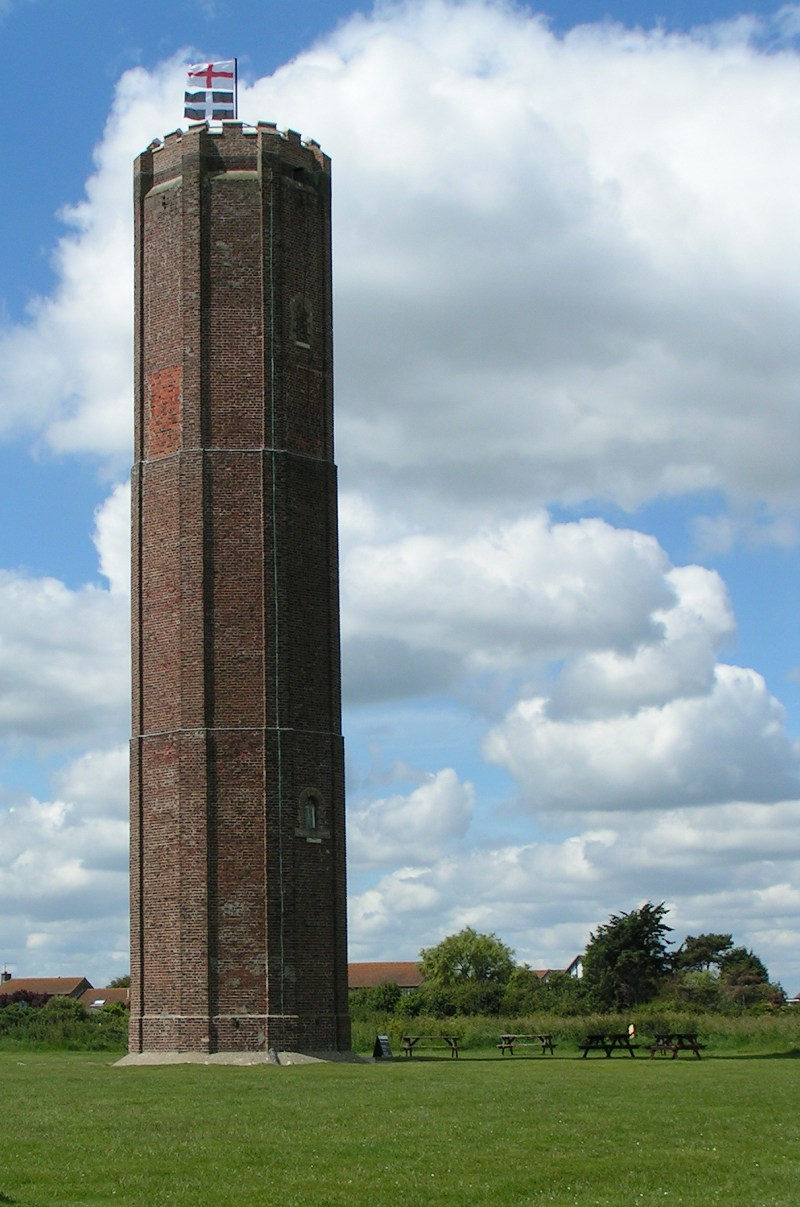
Naze Tower en 2004